# Crkva sv. Male Terezije u Donjem Vakufu
Crkva sv. Male Terezije, rimokatolička crkva u Donjem Vakufu.

## Povijest
Donji Vakuf bio je dugo bez katoličke crkve i kapele. Inicijatori gradnje bili su bugojanski župnik fra Emil Miličević i banjalučki biskup msgr. fra Josip Garić. Biskup je pri jednom pastoralnom posjetu Donjem Vakufu predložio ondašnjem imućnom poduzetniku iz Donjeg Vakufa Augustu Mursalu gradnju jedne manje crkve. Prihvatili su prijedlog. Zahvaljujući materijalnoj pomoći Augusta Mursala crkva sv. Male Terezije sagrađena je ožujka 1934. godine. Podignuta je na vlastitom zemljištu. Vrhbosanski nadbiskup dr. Ivan Evanđelist Šarić slavio je Svetu misu u Donjem Vakufu 1938. godine i nijedan nadbiskup nije slavio misu u Donjem Vakufu sve do 2014. godine. Sve do 1990. nisu rađeni nikakvi veći zahvati na mjesnoj katoličkoj crkvi. Rekonstruirana je i preuređena 1990., pred rat.
Veći dio Domovinskog rata Donji Vakuf bio je pod kontrolom Republike Srpske. Za srpske okupacije katolička crkva je pretrpjela devastiranja. Grad je oslobođen pred sam kraj rata. Oslobađanjem Donjeg Vakufa stvorili su se uvjeti za povrat prognanika i izbjeglica i obnovu. Crkvica sv. Male Terezije obnovljena je nakon rata. Obnovili su ju župljani i Općina Donji Vakuf svojim radom i darovima u duhu propovijedanja vrhbosanskog nadbiskupa, mještanina Smiljana Franje Čekade, pravednika među narodima. 28. rujna 2014. nadbiskup metropolit vrhbosanski kardinal Vinko Puljić blagoslovio je obnovljenu crkvu i tom je prilikom otkrivena spomen-ploča. Danas je u Donjem Vakufu ostalo samo oko trideset vjernika katolika.

## Vanjske poveznice
- Župa Bugojno  Arhivirana inačica izvorne stranice od 20. rujna 2020. (Wayback Machine) Filijalna crkva u Donjem Vakufu